# Mack Sennett
Mack Sennett, pravim imenom Michael Sinnott (Danville, Quebec, 17. siječnja 1880. - Hollywood, 5. studenog 1960.), američki filmski redatelj, glumac i producent kanadskog porijekla. Nosio je naslov Kralja komedije. Prvi se u hollywoodskoj filmskoj industriji dosjetio sjajnih gegova, jurnjava i gađanja tortama koje su obilježile nijemi film.

## Životopis
Rodio se u Kanadi. U čeličani je u mladim danima radio kao radnik. Potom je preko kazališta otkrio film, tada novi medij. Filmska je znanja usvojio od velikana filmske umjetnosti Davida Griffitha. Počeo je kao interpret komičnih uloga u filmovima D.W. Griffitha, a 1912. godine osnovao je poznatu producentsku kuću Kaystone Comedies Corp. u kojoj je stvoren američki tip filmske burleske, utemeljene na apsurdu. Izazivao je divljenje nadrealista i očevi kazališta apsurda zbog toga. Upustio se u samostalne produkcije i režiranja vlastitih filmova. Tvorac je tzv. slapstika, komedije lagana, jeftina humora, temeljene na gegovima bez razrađenije priče. Svugdje je nalazio glumce za svoje filmove, od cirkusa do ludnice. U njegovu su studiju zanat izučili i reputaciju stekli mnogi glumci i redatelji američkoga nijemog filma, a među njima i dvojica najvećih - Charlie Chaplin i Buster Keaton.
Redateljski opus iznimno mu je bogat i čini ga oko 1500 kratkometražnih komedija kojima je većinom zajedničko stvaranje totalne zbrke i kaosa i neprekidne jurnjave, pa čak i rušenja zgrada. Za taj je veličanstveni doprinos filmu nagrađen Oscarom 1938. godine. Zvučnom filmu nije se uspio prilagoditi. Umro je 1960. godine.

## Vanjske poveznice
- Mack Sennett u internetskoj bazi filmova IMDb-u (engl.)

### Ostali projekti
|  | Zajednički poslužitelj ima još gradiva o temi Mack Sennett |